# Cephalomanes cumingii
Cephalomanes cumingii là một loài thực vật có mạch trong họ Hymenophyllaceae. Loài này được (C. Presl) K. Iwats. miêu tả khoa học đầu tiên năm 1984.